# Лазар Лазаров (художник, 1889)
Вижте пояснителната страница за други личности с името Лазар Лазаров.
Лазар Йорданов Лазаров е български художник.

## Биография
Роден е през 1889 година в град Прилеп, тогава в Османската империя. Завършва Военното училище на Негово Величество и Държавната художествена академия. Работи като военен художник към Министерство на войната, Географския институт на БАН и Военноисторическия музей. Умира през 1974 г. в София.
Личният му архив се съхранява във фонд 1398К в Централен държавен архив. Той се състои от 118 архивни единици от периода 1910 – 1974 г.

## Творчество
Рисува графики, етюди, скици със сюжети от Руско-турската война, Балканските, Първата и Втората световни войни, на исторически забележителности от Македония, на Тодор Александров, на четници от ВМРО, на Асеновата крепост, обществени сгради, къщи от Копривщица, Мелник, Пловдив, София, на църкви и манастири в България, Света гора и др., на сцени от монашеския бит, на национални носии, военни и ученически униформи и паметници. Автор е на карти на Първото и Второто българско царство, на движението на войските на Владислав Варненчик през 1444 г., на границите на Българската екзархия, на Атонския полуостров, на Костурско.